# Kuchnia Ticino

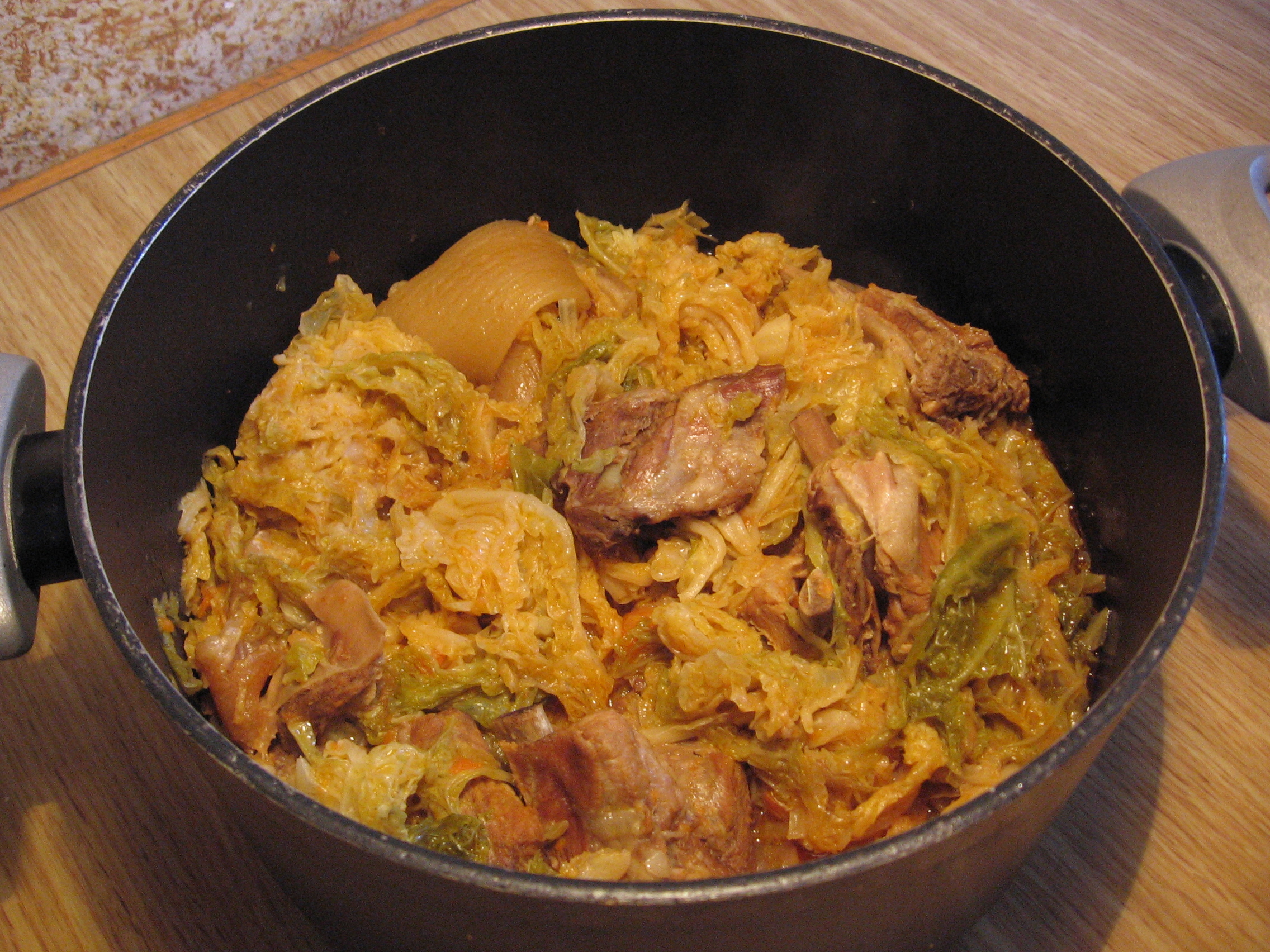
Cazzöla

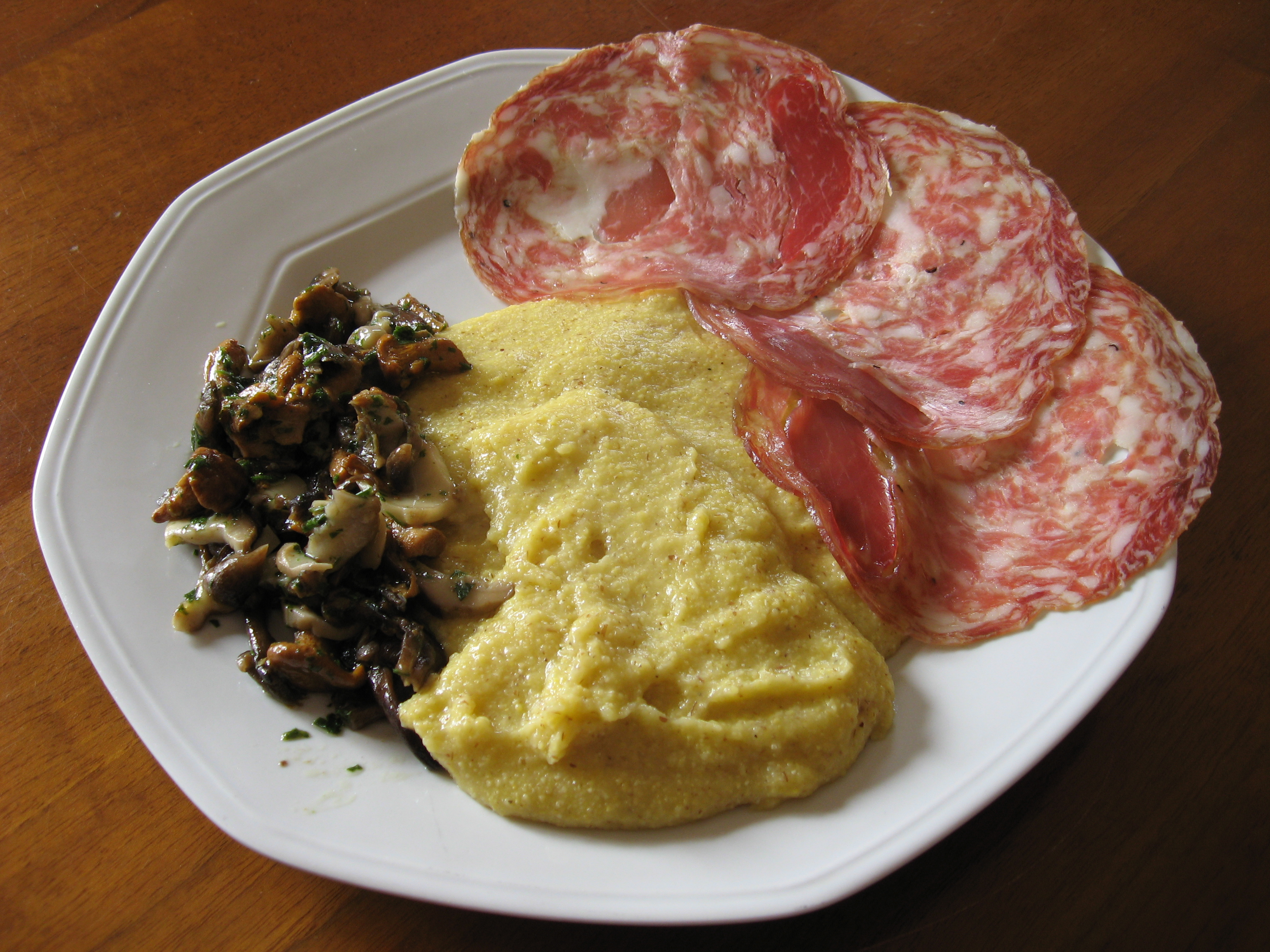
Polenta

Kuchnia Ticino – regionalna kuchnia, która wykształciła się w szwajcarskim, włoskojęzycznym kantonie Ticino. Posiada bardzo silne wpływy włoskie, zwłaszcza lombardzkie, ale jest osobną kuchnią regionalną, ponieważ opiera się prawie wyłącznie na produktach z Ticino.

## Charakterystyka
Posiłki na terenie Ticino spożywać można w trattoriach (rodzinnych restauracjach), locandach (rodzinnych restauracjach z miejscami noclegowymi), birreriach (piwiarniach, gdzie posiłki są tylko dodatkiem do piwa) oraz osteriach (winiarniach). Najbardziej autentyczne dania regionalne podawane są w grotto (cavetto), czyli wiejskich gospodach.
Jednym z twórców kanonu kulinarnego Ticino był kucharz Martino Rossi, później znany jako Martino de Rubeis, rodem z Torre w dystrykcie Blenio. Pracował on na dworze Sforzów w Mediolanie od 1457. Innymi znakomitymi szefami kuchni reprezentującymi regionalny styl byli Lorenzo Delmonico Leventina, Alessandro Filippini, Joseph Favre i Angelo Conti Rossini.
Projektem mającym na celu zachowanie lokalnego kolorytu kulinarnego jest inicjatywa Sapori del Ticino a Tavola.

## Dania
Dania charakterystyczne dla regionu to w głównej mierze dania znane z kuchni włoskiej, ale są też lokalne specjały. Najbardziej popularnymi pozycjami tutejszego menu są m.in.:
- zupa minestrone z serem sbrinz (w odróżnieniu od Włoch, gdzie dodaje się parmezan)[6],
- risotto z grzybami i szafranem (risotto con funghi),
- ossobuco, często jako dodatek do risotto,
- duszone mięso (brasato),
- zestaw mięs z kapustą – cazzöla
- cicitt – niewielkich rozmiarów kiełbaski,
- mazza casalinga – talerz wędlin,
- polenta – jako dodatek do większości dań głównych,
- pierożki ravioli i tortellini,
- dania z kasztanów, np. gotowane kasztany w śmietanie, kasztany karmelizowane, Kastanienspätzli San Michele (grube kluski-nitki wyrabiane z ciasta, do którego dodaje się piwo), tort kasztanowy[7],
- deser zabaglione,
- ciężkie wino czerwone – Ticinese Merlot (stanowi około 80% lokalnej produkcji winiarskiej)[3] – wytwarza się go około 4 milionów litrów rocznie[6].